# Естівелья
Естівелья (валенс. Estivella, ісп. Estivella) — муніципалітет в Іспанії, у складі автономної спільноти Валенсія, у провінції Валенсія. Населення — 1364 особи (2010).

## Географія
Муніципалітет розташований на відстані близько 300 км на схід від Мадрида, 27 км на північ від Валенсії.

## Демографія
Динаміка населення (INE ):

## Галерея зображень

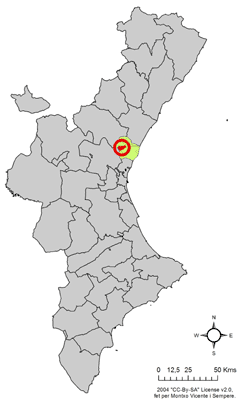
Розташування муніципалітету Естівелья у автономній спільноті Валенсія
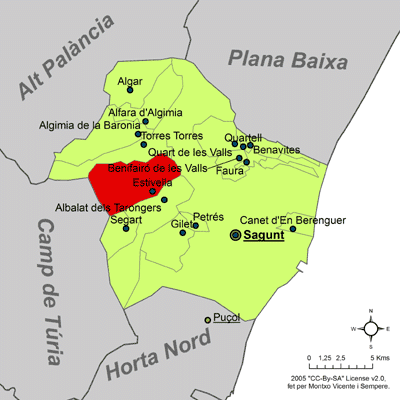
Розташування муніципалітету Естівелья у комарці Кампо-де-Морведре